# Nedersaksische Beweging
De Nedersaksische Beweging is een term voor de – vooral uit academici en schrijvers bestaande – beweging die rond de jaren vijftig probeerde het aanzien en gebruik van het Nedersaksisch te bevorderen en contacten te leggen tussen Nederlanders en Duitsers die bezig waren met de streektaal en Nedersaksische cultuur. Leidende personen in deze beweging waren onder anderen Willem Diemer, Jan Naarding, Herman Bezoen, Arnold Rakers en Klaas Heeroma, de laatste vanaf het Nedersaksisch Instituut aan de Rijksuniversiteit Groningen.

## Gebruik van de term
De Nedersaksische Beweging is nooit een formele beweging geweest onder deze naam, die duidt op het geheel van activiteiten, organisaties en tijdschriften die destijds opgezet werden. De dialectoloog Hendrik Entjes, zelf betrokken, noemde Arnold Rakers de 'theoreticus' van de beweging, maar vond 'Nedersaksische Beweging' een 'te groot woord'. De dialectoloog Harrie Scholtmeijer noemt Bezoen, Ter Laan, Naarding en Rakers 'de founding fathers van de Nedersaksische Beweging in Nederland, zeker van de wetenschappelijke poot daarvan.'

## In de weer voor demoderspraoke
De beweging organiseerde symposia, richtte een schrijversbond met regionale schrijverskringen op en kwam met één spelling voor het hele Nedersaksische taalgebied, de Vosbergenschriefwiese. Literaire bladen zoals 't Swieniegeltje werden opgericht. Als overkoepelende term voor het Nedersaksisch van Nederland en Duitsland werd wel het woord 'moderspraoke' of 'modersproake' gebruikt (al dan niet met hoofdletter m). Het optimisme dan wel het verlangen naar een krachtige Nedersaksische identiteit drukte zich onder verscheidene medewerkers uit als de 'twintigmiljoendroom': de zienswijze dat twintig miljoen mensen, 'van de Veluwe tot Sleeswijk-Holstein', de taal spraken en dat zij hierdoor en door hun gedeelde cultuur en levenshouding een eenheid zouden kunnen vormen - al was er net nog oorlog geweest.

## Neergang
Tegen de jaren zestig schoot het steeds minder op met de beweging. Een aantal bezielde medewerkers, zoals Bezoen, Jan Jans en Naarding, was overleden (net als de voorbeelddichteres Johanna van Buren), en de te ver van de Nederlandse spelling af staande Vosbergen-schriefwieze kwam niet van de grond. Ondertussen spraken steeds meer ouders de Nederlandse standaardtaal met hun kinderen. Een nieuwe stimulans voor het Nedersaksisch en andere streektalen kwam aan het eind van de twintigste eeuw met de dialectrenaissance, die zich meer op de gewone mensen richt in de vorm van bijvoorbeeld popmuziek en regiosoaps.